# 安娜·布伦
安娜·布伦（西班牙語：Ana Brun，？—），女，巴拉圭演员。曾获得柏林国际电影节最佳女演员银熊奖。